# Barraca XX
La Barraca XX és una aixopluc de pedra seca al camí del Corral del Fortuny al Pla de Santa Maria (Alt Camp) inclosa a l'Inventari del Patrimoni Arquitectònic de Catalunya.

## Descripció
És el típic aixopluc inserit dins l'estructura d'un marge, tot i que en aquest cas potser hauríem de parlar d'un claper. La cornisa és ondada, coberta de pedruscall, portal capçat amb una llinda i aixecat al damunt d'un rocall. Té una estructura interior de forma rectangular i mesura 1,20m de fondària i 1,30m d'amplada. Està cobert amb una falsa cúpula, amb una alçada màxima de 1,88m. És orientat cap al sud.